# 매혹당한 사람들
《매혹당한 사람들》(영어: The Beguiled)은 2017년 6월 개봉한 미국의 드라마 영화이다. 소피아 코폴라가 감독과 각본을 맡았으며, 토마스 J. 칼리넌의 동명 소설 The Beguiled 가 영화의 원작이다. 2017 칸 영화제 경쟁 부문 진출작이다.

## 출연
- 니콜 키드먼 - 미스 마사 판즈워스
- 커스틴 던스트 - 에드위나 모로
- 엘 패닝 - 얼리샤
- 콜린 패럴 - 존 맥버니 상병
- 우나 로런스 - 에이미
- 앵거리 라이스 - 제인
- 애디슨 리키 - 마리
- 에마 하워드 - 에밀리
- 웨인 페레 - 대령

## 같이 보기
- 매혹당한 사람들 (1971년 영화)